# 蹇先任
蹇先任（1909年4月5日—2004年7月25日），湖南慈利人，贺龙第二任妻子。

## 生平
蹇先任于1926年加入中国国民党、中国共产主义青年团，次年加入中国共产党。1929年参加湘鄂西红军第四军。1935年随红二方面军参加长征。1937年赴延安抗日军政大学学习，毕业后留校任女生队政治指导员兼支部书记。1938年前往莫斯科共产国际党校学习。1940年回延安途中，曾在迪化被扣压一年。1941年回到延安，进入中央党校第一部学习。1945年起，历任冀热辽军区政治部保卫科长，中共围场县委副书记、书记，中共平北四海县委书记，哈尔滨东傅家区区委副书记，沈阳东关区区委书记、区长等职。
中华人民共和国成立后，出任中共常德地委委员，慈利县县委书记、县长。1950年调任武汉市人民政府秘书厅主任、监察委员会第一副主任、中共武汉市纪委副书记等。1954年调任轻工业部干部学校校长、党总支书记。文化大革命中遭受迫害。文革结束后，于1978年出任中组部副秘书长。1982年当选中纪委委员。
此外，她还是第四届全国政协委员、第五届全国协委常委。2004年在北京逝世，终年95岁。

## 家庭
蹇先任与贺龙于1929年9月成婚，他们育有一女贺捷生。1942年与贺龙离婚。
蹇先任之妹蹇先佛则是萧克上将之妻。